# Лео Ґреґорі
Лео Ґреґорі (англ. Leo Gregory; 22 листопада 1978 Лондон) — британський актор та продюсер кіно і телебачення, модель Weekend Offender.

## Життєпис
Лео Ґреґорі народився і виріс у Лондоні. Свою кар'єру в кінематографі розпочав 1992 року з виходом на екрани мелодрами «Коштовності», режисером якої став відомий американський сценарист і продюсер Роджер Янґ. Він набув популярності у 2000-х роках завдяки своїй участі в таких фільмах і серіалах, як «Мовчазний свідок», «У дурмані», «Удар» та ін. Все змінилося на початку 2003 року, коли у світ вийшов фільм жахів «Октан», де Лео вдалося зіграти помітну роль, ніж у всіх попередніх фільмах з його участю.
Його фільмографія охоплює понад п'ятдесят стрічок різного жанру.
Лео, зігравши роль Боввера у фільмі «Хулігани Зеленої вулиці», зміцнів духом і став їздити світом, беручи участь у так званих вуличних махачах. Завдяки цьому він зміг написати книгу і зняти власний фільм, сценарій якого написала Лексі Александр. Лео Ґреґорі зняв фільм про протистояння фанатів двох шотландських грандів — «Селтіка» і «Глазго Рейнджерс».
У 2005 році переміг у номінації «Armani Mania Man», яку присуджує журнал «GQ» вже восьмий рік поспіль.

## Фільмографія
- 2016 — Витонченість і небезпека (Erasure) /
- 2015 — Апокаліпсис (Apocalypse) / агент Протеус
- 2015 — Команда (серіал) (The Team) / Майк
- 2014 — Вікінги (Northmen - A Viking Saga) /
- 2014 — Фабрика футбольних хуліганів
- 2014 — Чоловіки не брешуть (The Ninth Cloud) / Брет
- 2014 — Найкрутіший (Top dog) / Біллі Еванс
- 2014 — Мушкетери
- 2012 — В'язень (One in the Chamber)
- 2012 — Агент Гамілтон: В інтересах нації
- 2012 — Мовчазний свідок (Silent Witness) / Данієль
- 2012 — Місіс Біґґс (Mrs Biggs) / Ерік
- 2011 — Дикий Білл (Wild Bill) / Террі
- 2010 — Велике Я (The Big I Am) / Скіннер
- 2009 — Гол-3 (Goal III: Taking on the World) / Чарлі Брайтвейт
- 2008 — Касс (Cass) / Фрімен
- 2006 — Бездоганна створення (Perfect Creature) / Едгар
- 2006 — Реверберації (Reverb)
- 2006 — Метод крекера (Cracker)
- 2006 — Трістан та Ізольда (Tristan + Isolde) / Сімон
- 2005 — У дурмані (Stoned) / Брайан Джонс
- 2005 — Хулігани Зеленої вулиці (Green Street Hooligans) / Боввер
- 2004 — Золота Сьюзі (Suzie Gold)
- 2003 — Октан (Octane)
- 2002 — Присяжні (серіал) (Jury, The)
- 2002 — Абердин (Aberdeen)
- 1996 — Самсон і Даліла (ТБ) (Samson and Delilah)
- 1992 — Коштовності (Jewels) / Джуліан
- 1990 — Піднята рука (The Upper Hand) /